# Möllenbeck, Mecklenburgische Seenplatte
Möllenbeck là một đô thị ở huyện Mecklenburgische Seenplatte (trước thuộc huyện Mecklenburg-Strelitz), bang Mecklenburg-Vorpommern, Đức. Đô thị này có diện tích 36,2 km², dân số thời điểm 31 tháng 12 là 775 người.